# Saint-Maurice-sur-Fessard
Saint-Maurice-sur-Fessard är en kommun i departementet Loiret i regionen Centre-Val de Loire strax norr Frankrikes mitt. Kommunen ligger i kantonen Amilly som tillhör arrondissementet Montargis. År 2022 hade Saint-Maurice-sur-Fessard 1 144 invånare.

## Befolkningsutveckling
Antalet invånare i kommunen Saint-Maurice-sur-Fessard
| Referens: INSEE |